# Woodwardia

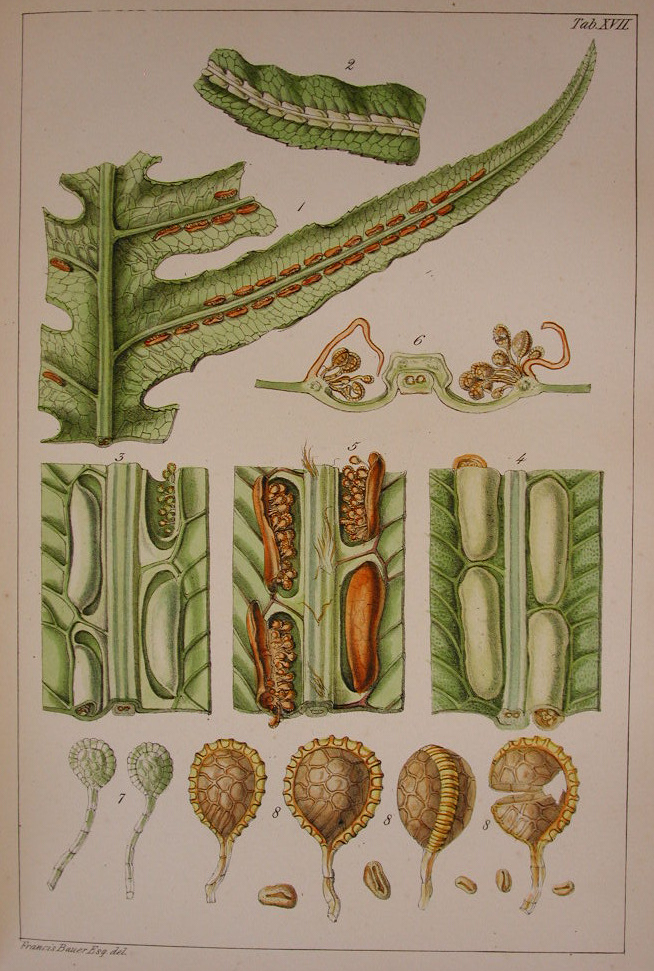
Soros e esporângios de Woodwardia radicans.

Woodwardia é um género com 13 espécies de fetos, (pteridófitos) pertencente à família  Blechnaceae, com distribuição maioritária nas regiões de clima temperado e subtropical do Hemisfério Norte. São grandes fetos com frondes que nalgumas espécies alcançam os 50–300 cm de comprimento.

## Descrição
O nome genérico "Woodwardia" é uma homenagem ao botânico britânico Thomas Jenkinson Woodward (1745-1820).

## Espécies
- Woodwardia areolata (L.) T.Moore
- Woodwardia fimbriata Sm.
- Woodwardia japonica (L.f.) Sm.
- Woodwardia radicans (L.) Sm.
- Woodwardia unigemmata (Makino) Nakai
- Woodwardia virginica (L.) Sm.